# آلکریسا
آلکریسا (به اسپانیایی: Alcorisa) یک شهرستان در اسپانیا است که در استان تروئل واقع شده‌است.

## خصوصیات
آلکریسا ۱۲۰ کیلومترمربع مساحت و ۳٬۴۹۵ نفر جمعیت دارد و ۶۳۲ متر بالاتر از سطح دریا واقع شده‌است.